# AImotive
 (novembre 2020).
AImotive (anciennement AdasWorks) est une société de technologie de véhicules autonomes,,,,. La société décrit son approche comme «la vision d'abord», un système qui repose principalement sur des caméras et une intelligence artificielle pour détecter son environnement,,,,,. La technologie est conçue pour être mise en œuvre par les constructeurs automobiles pour créer des véhicules entièrement autonomes, capables de fonctionner dans toutes les conditions et tous les lieux. En septembre 2017, le Groupe PSA s'est associé à AImotive.

## Histoire
La société a été fondée à Budapest, en Hongrie sous le nom d'AdasWorks par Laszlo Kishonti en 2015. AImotive est un dérivé de la société précédente du fondateur, Kishonti Ltd, qui était à l'origine une société d'analyse comparative de matériel informatique,. En novembre 2016, la société a changé son nom pour AImotive,.
L'entreprise a obtenu trois types de financement. Le premier investissement de 2 500 000 $ a été annoncée le 15 mai 2015 et dirigée par Inventure Oy. Pour le second financement, la société a reçu 10,5 millions de dollars de financement de Robert Bosch Venture Capital, Draper Associates, Nvidia, Tamares Group et autres,. Le 4 janvier 2018, AImotive a annoncé un troisième financement de 38 millions de dollars financé par les investisseurs Capital Group, Prime Ventures et autres. Ce financement a fait d'AImotive la deuxième plus grande startup basée en Hongrie basée sur l'investissement en capital-risque.
L'entreprise a d'abord créé un prototype qu'elle a testé sur la piste du Grand Prix de Hongrie de Formule 1, Hungaroring. Depuis janvier 2018, la société teste sa technologie sur des modèles de Toyota,, Citroën, et Volvo.

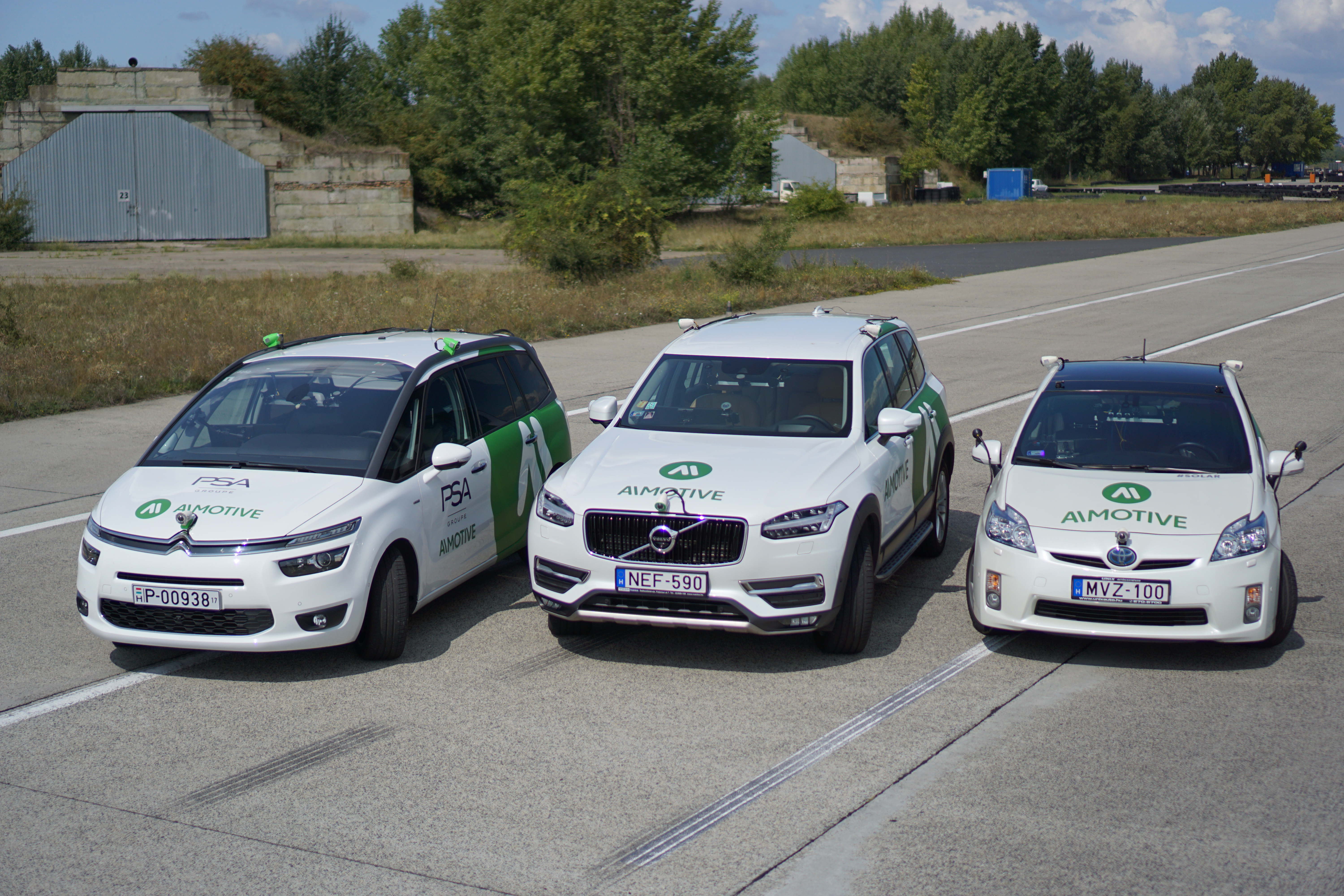
Trois véhicules d'essai AImotive, un Citroën C4 Picasso, un Volvo XC90 et une Toyota Prius.

Au printemps 2017, AImotive a annoncé avoir obtenu une licence pour tester ses véhicules autonomes sur la voie publique en Finlande. Cette annonce a été suivie de licences similaires en Hongrie et dans l'État de Californie,. En décembre 2017, la société a indiqué qu'elle avait obtenu un permis d'examen de conduite autonome dans l'État du Nevada.

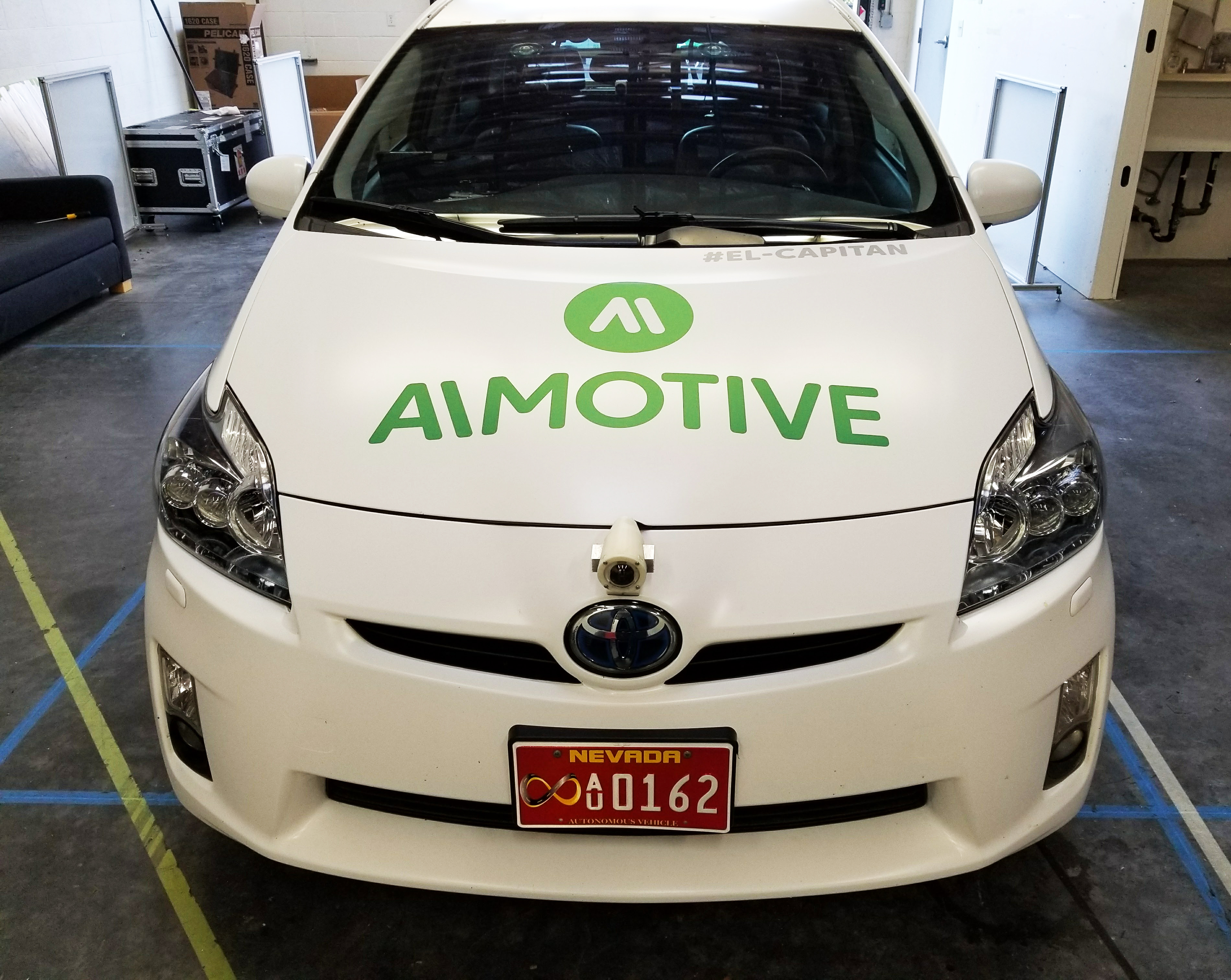
Un prototype AImotive Toyota Prius équipé de plaques d'essais pour véhicules autonomes délivrées par l'État du Nevada.

Le siège social de la société est resté en Hongrie, tandis qu'elle s'est étendue aux États-Unis avec un bureau à Mountain View, en Californie,,. AImotive a également des bureaux à Helsinki, en Finlande et à Tokyo, au Japon.
En 2016, Nvidia a confirmé qu'elle travaillait avec AImotive (AdasWorks à l'époque) et Volvo dans le cadre du projet DriveMe. En septembre 2017, AImotive et le groupe PSA ont annoncé un partenariat pour développer une I.A pilote,,. La même année, AImotive a annoncé qu'elle développait un accélérateur d'intelligence artificielle, sous la marque aiWare. AImotive s'est associé à VeriSilicon et GlobalFoundries pour créer des puces de test de l'architecture à utiliser dans ses prototypes,. Lors du Consumer Electronics Show 2018, le Samsung Strategy and Innovation Center a annoncé sa plate-forme DRVLINE dans laquelle AImotive est répertorié comme un partenaire technologique logiciel.

## AImotive dans les médias populaires
AImotive a figuré parmi les 100 startups prometteuses en intelligence artificielle CB Insights en janvier 2017. La liste rassemblait des startups qui «accéléraient la recherche, amélioraient l'efficacité et réalisaient de nombreuses avancées révolutionnaires qui se feront sentir pendant des décennies à venir» déclare le PDG de CB Insights, Anand Sanwal.
AImotive a été présenté dans l'émission de télévision britannique Guy Martin vs The Robot Car diffusée le 26 novembre 2017. Dans l'émission de pilote de moto et personnalité de la télévision britannique, Guy Martin visite le siège de l'entreprise et participe à un essai routier sur une autoroute hongroise.